# Notte cattiva
Notte cattiva è un singolo dei rapper italiani Fred De Palma e Guè, pubblicato il 7 giugno 2024.

## Video musicale
Il video, diretto da Marc Lucas, è stato pubblicato il 13 giugno 2024 attraverso il canale YouTube di Fred De Palma.

## Tracce
Testi di Federico Palana, Cosimo Fini e Paolo Antonacci, musiche di Alessandro Merli e Fabio Clemente.
1. Notte cattiva – 2:35

## Classifiche
| Classifica (2024) | Posizione massima |
| ----------------- | ----------------- |
| Italia            | 48                |